# Soberton
Soberton – wieś w Anglii, w hrabstwie Hampshire, w dystrykcie Winchester. Leży 22 km na południowy wschód od miasta Winchester i 94 km na południowy zachód od Londynu. Miejscowość liczy 218 mieszkańców.